# 全員が練り歩いた
『全員が練り歩いた』（ぜんいんがねりあるいた、仏語 On s'est tous défilé）は、1987年（昭和62年）に製作された、ジャン＝リュック・ゴダール監督によるフランスの短篇映画である。

## 概要
1987年（昭和62年）、パリのファッションデザイナーチームマリテ+フランソワ・ジルボーとのコラボレーションで製作された。スローモーションとリワインド、モンタージュで示される、モデルの身体の映像と、ゴダールによりナレーションで構成される。
最後のほうに、姓のみのクレジットがされる。
オネゲル Honegger
ロリンズ Rollins
コーエン Cohen
モーツァルト Mozart
ストライサンド Streisand
ゴダール Godard
シャンプティエ Champetier
ミュジー Musy
同年から、翌1988年（昭和63年）にかけて、ゴダールはジルボー夫妻から、20秒 - 30秒程度の17本のクリップシリーズ『CLOSED』を請けて、製作した。1990年（平成2年）には、20秒 - 30秒程度の5本のクリップシリーズ『Métamorphojean』を請けて、製作した。
2006年（平成18年）のポンピドゥー・センターでのゴダール展に際しての大回顧上映では、マリテ＋フランソワ・ジルボーがリマスタリングしたベータカムで上映された。

## スタッフ・キャスト
- 監督・脚本・編集・ナレーション : ジャン＝リュック・ゴダール
- 撮影 : カロリーヌ・シャンプティエ
- 録音 : フランソワ・ミュジー
- 出演 : フランソワ・ジルボー、マリテ・ジルボー、モデルたち
- 音楽 : アルテュール・オネゲル、ソニー・ロリンズ、レナード・コーエン、ヴォルフガング・アマデウス・モーツァルト、バーブラ・ストライサンド
- 製作 : マリテ＋フランソワ・ジルボー・デザイン

## 関連事項
- ジャン＝リュック・ゴダール監督作品一覧
- マリテ+フランソワ・ジルボー （fr:Marithé et François Girbaud）

## 註
1. 1 2  Jean-Luc Godard: Documents, éditeur : Centre Georges Pompidou, Paris, 2006., p.433